# نان صحرایی
نان صحرایی، نان بوش (به انگلیسی: Bush bread) یا کیک دانه‌ای به نانی گفته می‌شود که بومیان استرالیا با خرد کردن دانه‌ها به صورت خمیری تهیه می‌کنند و سپس پخته می‌شود. این نان سرشار از پروتئین و کربوهیدرات است و بخشی از یک رژیم غذایی سنتی متعادل را تشکیل می‌دهد. گاهی به آن دمپر (damper) نیز می‌گویند، اگرچه دمپر بیشتر برای توصیف نان تهیه‌شده توسط افراد غیربومی استفاده می‌شود.
با ورود اروپایی‌ها و آرد سفید از پیش آسیاب‌شده، این نوع فرایند تهیه نان تقریباً ناپدید شد (اگرچه زنان هنوز در دهه ۱۹۷۰ در استرالیای مرکزی کیک درست می‌کردند). سنت پختن نان در زغال داغ، امروزه نیز ادامه دارد.

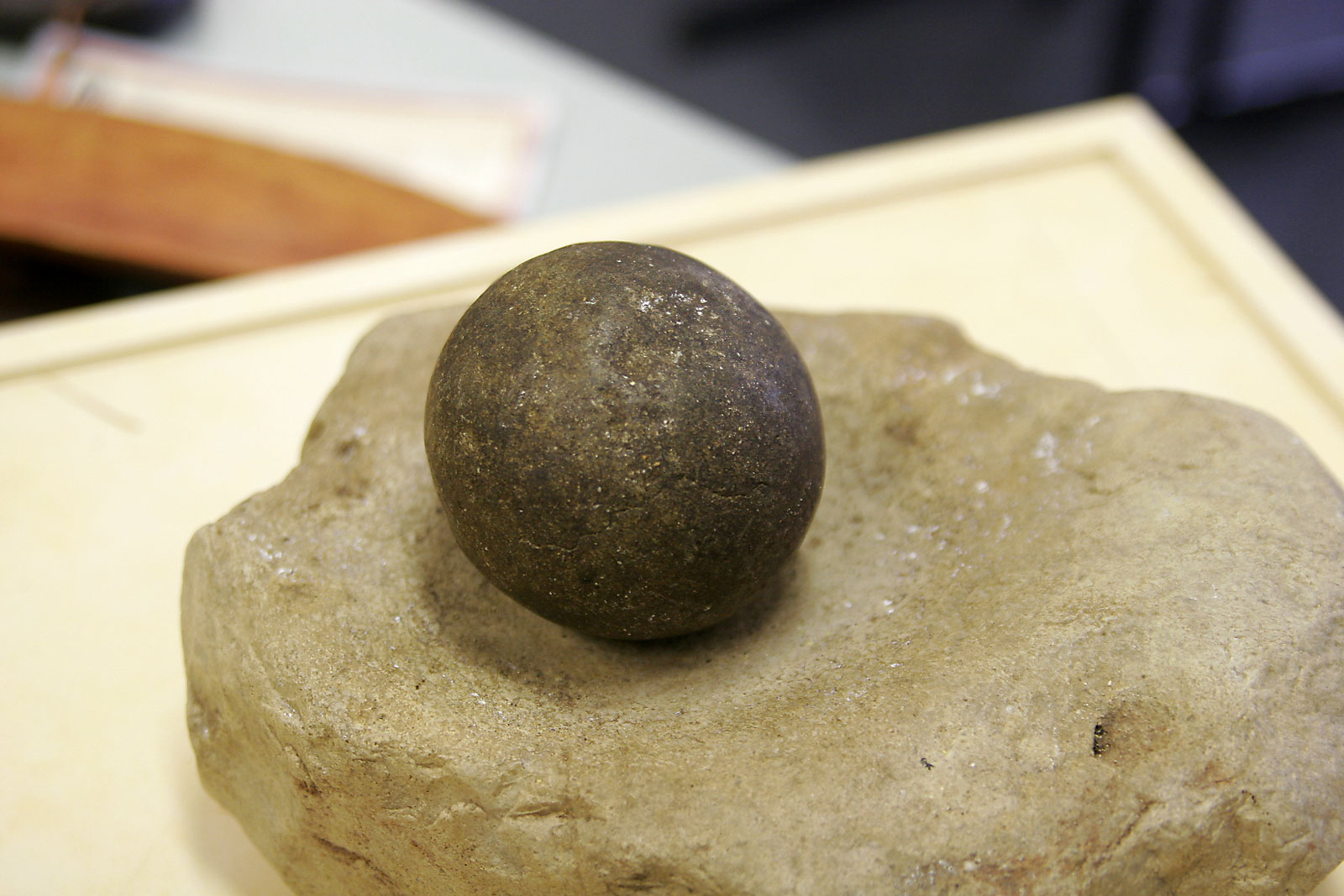
یک سنگ آسیاب بومی، برای تهیه آرد یا خمیر نان حیاتی است. برخی از گروه‌های بومی آن را «مادر و فرزند» می‌نامند.